# الاكمة (جولبة)

تعديل مصدري - تعديل

الاكمة محلة تابعة لقرية جولبة، التابعة لعزلة دلال بمديرية بعدان إحدى مديريات محافظة إب في الجمهورية اليمنية، بلغ تعداد سكانها 56 حسب تعداد اليمن لعام 2004.